# Карбонат натрію
Карбона́т на́трію Na2CO3, або кальцино́вана со́да — безбарвна кристалічна речовина, добре розчиняється у воді. З водного розчину кристалізується у вигляді декагідрату Na2CO3 • 10H2O, який називають кристалічною содою. При прожарюванні вона втрачає кристалізаційну воду і перетворюється у безводну сіль Na2CO3, яка надходить у продаж під назвою кальцинованої соди. Кальцинована сода належить до найважливіших хімічних продуктів, має широке застосування в склоробній, миловарній, текстильній і паперовій промисловості, а також у паро-силовому господарстві для пом'якшення води і в домашньому побуті.

## Історія промислового виробництва
Карбонат натрію Na2CO3, або сода, є одним з головних продуктів хімічної промисловості. У величезних кількостях сода споживається скляною, миловарною, целюлозно-паперовою, текстильною, нафтовою і іншими галузями промисловості, а також служить для отримання різних солей натрію. Застосування соди в домашньому вжитку загальновідомо.
До кінця XVIII століття вся сода, що застосовувалася в промисловості, добувалася виключно з природних джерел. Такими джерелами були природні відкладення карбонату натрію, що зустрічаються в Єгипті і деяких інших місцях, зола морських водоростей і рослин, що виростають на солончаковому ґрунті, і содові озера. У 1775 р. Французька академія наук, зважаючи на нестачу лугів у Франції, призначила премію за винахід якнайкращого способу отримання соди з куховарської солі. Проте пройшло шістнадцять років, перш ніж цим питанням зацікавився французький лікар Ніколя Леблан, який розробив економічно вигідний сульфатний спосіб отримання соди і в 1791 р. здійснив його у виробничому масштабі.
У 60-х роках XIX століття бельгійський хімік Ернест Сольве розробив новий «аміачний» спосіб отримання соди з хлористого натрію.
Аміачний спосіб заснований на утворенні гідрокарбонату натрію при реакції між куховарською сіллю і гідрокарбонатом амонію в одному розчині. Цей спосіб повністю витіснив сульфатний спосіб Леблана. Головна його перевага перед сульфатним способом полягає в більшій економічності (малі витраті палива).

## Використання
Карбонат натрію Na2CO3, або сода, є одним з головних продуктів хімічної промисловості. У великих кількостях сода споживається скляною, миловарною, целюлозно-паперовою, текстильною, нафтовою і іншими галузями промисловості, а також служить для отримання різних солей натрію. Загальновідоме застосування соди в домашньому вжитку.
Входить до складу суміші Ешка.
Як миючий засіб для домашніх цілей, наприклад для прання білизни. Карбонат натрію входить до складу багатьох сухих мильних порошків. Він має мийні властивості завдяки процесу омилення, який перетворює жири та жири на водорозчинні солі (зокрема, мило).
Використовується для зниження жорсткості води.

### Виробництво скла
Карбонат натрію служить флюсом для кремнезему (SiO2, температура плавлення 1713 °C), знижуючи температуру плавлення суміші до рівня, який можна досягти без спеціальних матеріалів. Це «натрієве скло» помірно розчиняється у воді, тому додають трохи карбонату кальцію до розплавленої суміші, щоб зробити скло нерозчинним. Пляшкове та віконне скло («натрієво-кальцієве скло» з температурою переходу ~570 °C) виготовляється шляхом плавлення таких сумішей карбонату натрію, карбонату кальцію та кремнеземного піску (діоксиду кремнію (SiO2)). Коли ці матеріали нагріваються, карбонати виділяють вуглекислий газ. Таким чином, карбонат натрію є джерелом оксиду натрію. Кальцієво-натрієве скло протягом століть було найпоширенішим видом скла. Це також ключова сировина для виробництва скляного посуду.

### Пом'якшення води
Жорстка вода зазвичай містить іони кальцію або магнію. Карбонат натрію використовується для видалення цих іонів і заміни їх іонами натрію.

Карбонат натрію є водорозчинним джерелом карбонату. Іони кальцію і магнію утворюють нерозчинні тверді осади при обробці карбонат-іонами:
Вода пом'якшується, оскільки в ній більше немає розчинених іонів кальцію та іонів магнію.

## Виробництво в Україні
Основним виробником соди в Україні до 2009 року був Лисичанський содовий завод, який був монополістом у цій галузі[джерело?]. Однак після його банкрутства головним виробником стає Кримський содовий завод, власником якого є Group DF Дмитра Фірташа[джерело?].

## Примітка
1. ↑  Коростелев П. П. Приготовление растворов для химико-аналитических работ. — Издание 2-е. — М. : Наука, 1964. — С. 292—293. (рос.)
2. 1 2  Wiley-VCH, ред. (11 березня 2003). "Sodium Carbonates" / Ullmann's Encyclopedia of Industrial Chemistry (англ.) (вид. 1). Wiley. doi:10.1002/14356007.a24_299. ISBN 978-3-527-30385-4.
3. 1 2 3  Water Hardness Reading (PDF). Cornell Center for Materials Research.